# Everytime
Everytime – trzeci singel amerykańskiej wokalistki Britney Spears promujący jej czwarty album studyjny pt. In The Zone. 
Spears zrealizowała utwór we współpracy z amerykańsko-cypryjską wokalistką Annette Stamatelatos, za produkcję odpowiedzialny był Guy Sigsworth. Singel osiągnął rekordową liczbę sprzedaży, na całym świecie sprzedał się bowiem w 4,2 mln nakładzie.
Do utworu zrealizowano teledysk w reżyserii Davida LaChapelle'a, w którym gościnnie wystąpił aktor Stephen Dorff. Obraz wzbudził kontrowersje przed emisją w telewizji, gdyż piosenkarka odbiera w nim sobie życie. Ze względu na fale krytyki, teledysk zmontowano ponownie.

## Lista utworów

### Formaty i track listy singla
Brytyjski CD Singel
1. "Everytime" – 3:53
2. "Everytime" [Hi-Bias Radio Remix] – 3:29
3. "Everytime" [Above & Beyond Radio Mix] – 3:47
4. "Everytime" [The Scumfrog Vocal Mix] – 9:53

Brytyjski DVD Singel
1. "Everytime" Video
2. "Breathe on Me" Live From "Britney Spears: UK Special" Video

Brytyjski 12" Vinyl Singel
- Strona A:

1. "Everytime" [Hi-Bias Radio Remix] – 3:29
2. "Everytime" [Above & Beyond Radio Mix] – 3:47

- Strona B:

1. "Everytime" [The Scumfrog Vocal Mix] – 9:53

Europejski Singel - CD 1
1. "Everytime" – 3:53
2. "Everytime" [Hi-Bias Radio Remix] – 3:29
3. "Everytime" [Above & Beyond Radio Mix] – 3:47
4. "Everytime" [The Scumfrog Vocal Mix] – 9:53

Europejska Limitowana Edycja - CD 2
1. "Everytime" – 3:53
2. "Everytime" [Hi-Bias Radio Remix] – 3:29
3. "Everytime" [Above & Beyond Radio Mix] – 3:47
4. "Don't Hang Up" – 4:02

Japoński CD Singel
1. "Everytime" – 3:53
2. "Everytime" [Hi-Bias Radio Remix] – 3:29
3. "Everytime" [Above & Beyond Radio Mix] – 3:47
4. "Everytime" [The Scumfrog Vocal Mix] – 9:53

Amerykański Promocyjny Singel: Normal-CD
1. "Everytime" – 3:53

Amerykański 12" Vinyl Singel
- Strona A:

1. "Everytime" [The Scumfrog Vocal Mix] – 9:53
2. "Everytime" [Valentin Remix] – 3:25

- Strona B:

1. "Everytime" [Above & Beyond's Club Mix] – 8:46
2. "Everytime" [Dr. Octavo's Translucent Mixshow Edit] – 5:15

## Remiksy piosenki
- Radio Edit – 3:40
- Above & Beyond's Club Mix – 8:46
- Above & Beyond's Radio Mix – 3:47
- The Scumfrog Vocal Mix – 9:53
- Scumfrog Haunted Dub – 8:22
- Hi-Bias Radio Remix – 3:29
- Valentin Remix – 3:25
- Dr. Octavo's Translucent Mixshow – 5:15
- Dr. Octavo's Translucent Mixshow Edit – 5:15
- Dr. Octavo's Lucid Mix – 3:24
- Ambient Mix by Worldwide Groove Corp. – 4:25
- Joe Bermudez Remix ?:?? – niewydany
- Larry Legend Vocal Mix – 8:21
- Larry Legend Dub – 7:51
- Human Highlight Reel Vocal Mix – 8:04
- Human Highlight Reel Dub – 8:04

## Pozycje singla
| Notowanie                             | Pozycja |
| ------------------------------------- | ------- |
| United World Chart                    | 1       |
| Argentyna Top 20 Singli               | 1       |
| Australia ARIA Top 50 Singli          | 1       |
| Austria Top 75 Singli                 | 4       |
| Belgia Top 50 Singli                  | 3       |
| Brazylia Hot 100 Singli               | 16      |
| Kanada Singles Chart                  | 2       |
| Chile Top 20 Singli                   | 2       |
| Chiny Top 20 Singli                   | 1       |
| Dania Top 20 Singli                   | 5       |
| Niemcy Top 40                         | 3       |
| NiemcyMega Single Top 100             | 4       |
| Europa Hot 100 Singli                 | 2       |
| Finlandia Top 20 Singli               | 18      |
| Francja Top 100 Singli                | 2       |
| Niemcy Top 100 Singli                 | 4       |
| Grecja Top 50 Piosenek                | 16      |
| Indie Top 20 Singli                   | 1       |
| Japonia Singles Chart                 | 14      |
| Litwa Airplay Top                     | 12      |
| Ameryka Południowa Top 40             | 9       |
| Irlandia Top 50 Singli                | 1       |
| Norwegia Top 20 Singli                | 3       |
| Peru Top 100 Airplay                  | 30      |
| Portugalia Top 20 Singli              | 2       |
| Rosja Top 20 Singli                   | 1       |
| Afryka Południowa                     | 25      |
| Szwecja Top 60 Singli                 | 3       |
| Szwajcaria Top 100 Singli             | 6       |
| 'Tokio Hot 100                        | 60      |
| Wielka Brytania Top 75 Singli         | 1       |
| Ukraina Top 40 Singli                 | 32      |
| USA Billboard Hot 100                 | 15      |
| USA Billboard Hot Dance Club Play     | 17      |
| USA Billboard Hot Dance Singles Sales | 23      |
| USA Billboard Adult Top 40            | 25      |
| USA Billboard Top 40 Mainstream       | 4       |
| USA Billboard Top 40 Tracks           | 7       |